# 紅塵奇英
《红尘奇英》，原出自章回小說《三門街》改編的歌仔戲，1997年的楊麗花歌仔戲，由李如麟、陈亚兰、许仙姬、潘丽丽主演。由小鳳仙担任戲劇指導，简远信编剧。

## 播出时间

### 首播
| 頻道 | 所在地 | 播映日期        | 播出時間             |
| ---- | ------ | --------------- | -------------------- |
| 台視 | 臺灣   | 1997年8月20日起 | 週一～週五13：00播出 |

### 重播

红尘奇英的演员和杨丽花等人的合照

| 頻道       | 所在地 | 播映日期        | 播出時間             |
| ---------- | ------ | --------------- | -------------------- |
| 台視綜合台 | 臺灣   | 2014年2月1日起  | 週一～週五17：00播出 |
| 台視綜合台 | 臺灣   | 2019年2月28日起 | 週一～週五16；00播出 |
| 台視国际台 | 臺灣   | 2015年9月4日    | 週一～週五17：00播出 |

## 故事大纲
之明朝前兵部尚书之子李广，文武双全，为人正义，喜結交天下豪杰，人称“小孟尝”。李廣與結拜兄弟楚雲、雲璧人、章古等人忠心救国，揭发宁王与红毛国通敌之逆謀，救駕有功，領軍挂帥大败红毛國，剷除奸党，被皇上封為英武王，之後更得知同生共死的結拜兄弟楚雲竟為自幼失蹤的原配妻子雲顰娘，歷經一番波折相認，終於有情人終成眷屬。

## 演员

### 主要演员
| 演員   | 角色   | 介紹 |
| 李如麟 | 李广   | 前兵部尚书之子，楚云、洪锦云、史银屏之夫，在玉清王的吩咐下，改装潜进宁王府，调查宁王謀反之事。與楚雲等眾兄弟一起平定寧王造反與紅毛國，被皇上封為英武王。起初不知楚雲女扮男裝，和楚雲義結金蘭，並先後娶了兩位夫人，讓已知自己訂婚於李廣的楚雲多次痛心，決意退讓。後得知楚雲即是雲顰娘後，才發現自己對楚雲的鍾愛早已超越兄弟之情，想方設法讓楚雲承認身份，兩人才有情人終成眷屬。 |
| 陈亚兰 | 楚云   | 左相之甥女，是李廣自幼訂親的元配妻子。字顰卿，原名雲顰娘，三歲時跌落江中失蹤，被師父所救而改名楚雲。表面傲氣實則善解人意，不但生得風華絕代，姿容非凡，且習得一身好武功，武藝僅次李廣，又精通奇門陣法，女扮男装下山尋親。意外與李广義結金蘭，得知自己為李廣未婚妻後，卻因不想傷及已與李廣相愛的錦雲而隱瞞此事甚久。她和李廣同生共死，一起平定寧王造反與紅毛國，被皇上封為忠勇王，之後曾遭眾人多次懷疑並試探其為女扮男裝，但礙於玉清王對其多次表白為難與欺君之罪而不願承認。後在皇上與眾人的促成下恢復身份，皇上更親自收其為御妹，封爲忠勇公主，並終於與李广完婚。 |
| 许仙姬 | 洪锦云 | 史達強搶的民女被李廣所救，此時李廣尚不知有未婚妻，兩人情竇初開譜出情愫。訂親之後遇難落水被左相认为義女。最早與李廣成親，在新婚之夜告知李廣其未婚妻之事，並許下三年找回元配妻否則不行房的承諾。溫柔體貼，深明大義，使得楚雲雖在知道李廣是自己未婚夫後，也總是相伴保護著她。 |
| 潘丽丽 | 史银屏 | 右相之女，史达之妹，玉清王之義妹，或稱史郡主。奉命在揚州設擂台比武招親以廣招賢才，因看上李廣，趁著李廣急需救人之際硬招李廣為郡馬，後才得知李廣早有雙房妻妾，於是願為偏房。父兄涉及寧王造反和紅毛國之亂，史銀屏便多次暗中協助李廣平亂。父兄遭報應後，皇上赦免其罪，賜婚李廣。 |

### 其他演员
| 演員   | 角色     | 介紹 |
| 小凤仙 | 章古     | 李广之结拜兄弟，娶桑黛為妻。 |
| 叶丽娜 | 云璧人   | 雲顰娘(楚云)之弟，和吴又仙为欢喜冤家，娶吴又仙為妻。 |
| 易淑宽 | 吴又仙   | 楚云男裝時之结拜義妹，原和云璧人为欢喜冤家，后成为云璧人之妻。 |
| 洪秀玉 | 玉清王   | 当朝皇帝之弟，非常喜欢楚云，第一個認出楚云是女扮男装，多次對她表白愛意，甚至請母后賜婚。后娶了代嫁的錢琼珠為妃。 |
| 吴梅芳 | 李母     | 李广之母，因怕李廣終身不娶而隱瞞訂親雲顰娘一事，促成李廣與錦雲。但也承諾尋回顰娘後會恢復其正室身份。 |
| 简嘉伶 | 徐文亮   | 李广之结拜兄弟，被污蔑杀人，在李广等人的帮助下，洗刷冤屈。 |
| 陈妙欣 | 桑黛     | 史银屏之閨中密友，嫁給章古為妻。 |
| 杨丽影 | 錢琼珠   | 史银屏之閨中密友，在比武擂臺上被楚雲不慎非禮冒犯，因而錯愛上女扮男装的楚雲。要走了楚雲的認親玉珮當作定情信物，又曾看到楚雲身上的蓮花胎記，使楚雲最後被認出為雲顰娘。楚雲恢復身份後，瓊珠便被楚云父母认为義女，讓她暗冒楚雲嫁给玉清王，成為王妃。 |
| 王秋冠 | 史达     | 史银屏之兄，覬覦洪锦云的美貌，不擇手段想抢洪锦雲为妻，參與宁王造反。 |
| 阚水源 | 万事通   | 史达之总管，幫助史達作惡。 |
| 張國強 | 劉彪     | 太監總管劉謹之義子，人稱小千歲，參與寧王造反。在數年前見過女裝打扮的楚雲，曾稱楚雲是絕色美人，對她念念不忘。因覬覦楚雲美色，在寧王府對楚雲百般維護，被楚雲利用除奸，寧王壽宴時死在楚雲刀下。                                                     |
| 康祺   | 皇帝     | 当今圣上，賞識李广和楚云救駕有功，玉清王之兄。 |
| 张文进 | 宁王     | 当今圣上之皇叔，意圖謀反，后被李广、楚云等人平定叛亂。 |
| 万鸿贵 | 朱乾     | 宁王之子，參與謀反。 |
| 林明正 | 范其鸾   | 当朝左相，楚云和云璧人的舅舅，认洪锦雲为義女。 |
| 陈丽慧 | 洪母     | 洪锦云之母，被劉彪杀死。 |
| 杜玉琴 | 范夫人   | 宰相范其鸞的夫人，認洪錦雲為義女。 |
| 林丽安 | 米飛霜   | 红毛国公主，喜欢李廣喬裝的蕭奇。 |
| 八万   | 非非道人 | 红毛国国师，參與宁王造反，米飛霜公主與史銀屏之師父。 |

## 制作团队
- 製作人：杨丽花
- 編劇：简远信
- 企劃：贾玉华
- 執行製作：林明正
- 音樂顾问：曾仲影
- 戲曲導演：小凤仙
- 副導演：林训文
- 片头题字：朱国钧
- 外景导演：罗灿然
- 场记：李旻玲，金亿玲
- 文武场：李国治，陈孟亮，简天祥
- 摄影：王燕沖，林献舜，唐鸿光
- 武术指导：龙真
- 音乐：黄茂山
- 音效：张庆隆
- 剪接：周文博
- 服装：詹美枝，刘美英，黄秀宝
- 化妆：康海伦，康海利，谢雅慧
- 制作剪辑：傅政仪

## 电视剧歌曲
| 曲別   | 歌名         | 演唱者 | 作詞   | 作曲   |
| 片头曲 | 换一个所在住 | 陈亚兰 | 罗文聪 | 曾淑勤 |
| 片尾曲 | 离开青春梦   | 陈亚兰 | 卢果   | 李秉宗 |

## 外部参考
. 百度百科.   [2020-06-05]. （原始内容存档于2020-06-05）.